# غریبه (مجموعه تلویزیونی ۱۳۷۹)
غریبه یک مجموعه تلویزیونی محصول سال ۱۳۷۹ به کارگردانی جواد اردکانی،  می‌باشد که در پاییز ۱۳۷۹ از شبکه دو پخش شد.

## بازیگران
- هانیه توسلی
- ناصر ضرابی
- میترا مرادی
- محسن قاضی‌مرادی
- محسن زهتاب
- مجید عبدالعظیمی
- کیومرث عباسی نوده
- فرامرز روشنایی
- غلامرضا اصانلو
- علیرضا نائینی
- عبدالرضا زهره کرمانی
- شهره سلطانی
- شهرزاد صفوی
- زهرا سعیدی
- پروین میکده
- تانیا جوهری
- حمید طاعتی
- رامین منصوری
- رسول نجفیان
- رضا رضوی
- افسانه بایگان
- رضا توکلی
- جلیل فرجاد
- صالح میرزاآقایی
- رضا کرمی
- رکسانا عیوض زاده